# Androcymbium roseum
Androcymbium roseum là một loài thực vật có hoa trong họ Colchicaceae. Loài này được Engl. miêu tả khoa học đầu tiên năm 1889.